# Ef: A Fairy Tale of the Two
Ef: A Fairy Tale of the Two. är en japansk erotisk visuell roman-serie som utvecklades av Minori. Det första spelet i serien, Ef: The First Tale. släpptes den 22 december 2006, och uppföljaren Ef: The Latter Tale. släpptes den 30 maj 2008. I Europa ges serien ut på engelska av Manga Gamer; The First Tale släpptes där den 27 juli 2012, och The Latter Tale den 20 december 2013.
Efs introfilm animerades av regissören Makoto Shinkai, känd för verk som Kumo no Mukō, Yakusoku no Basho och 5 Centimeters Per Second. De kvinnliga rollfigurerna är formgivna av Da Capos skapare Naru Nanao, medan de manliga är formgivna av 2C Galore. Musiken är i The First Tale enbar komponerad av Tenmon, och i The Latter Tale även av Eiichirō Yanagi.

## Annan media
Innan det första spelet släpptes började en manga av Juri Miyabi baserad på handlingen som följetong i shonentidningen Dengeki Comic Gao! den 27 februari 2005, utgiven av MediaWorks. Innan ef - the first tale. släpptes började även en light novel i Kadokawa Shotens seinentidning Comptiq den 10 juni 2006. Två ytterligare light novels gavs ut av Fujimi Shobo i oktober 2007. Efter att den första novellen släpptes producerade Shaft den tolv avsnitt långa animen ef – a tale of memories. som började att sändas på Chiba TV den 7 oktober 2007. Två internetradioprogram och fem ljudböcker baserade på handlingen har också släppts.